# Vanilla Ninja (album)
Vanilla Ninja – debiutancki album studyjny zespołu Vanilla Ninja wydany w maju 2003 r. jedynie w rodzinnym kraju dziewczyn, Estonii.

## Lista utworów
1. Guitar And Old Blue Jeans (04:02)
2. Why? (03:21)
3. Club Kung Fu (02:44)
4. Nagu Rockstaar (04:11)
5. Purunematu (03:25)
6. Inner Radio (03:01)
7. Outcast (03:56)
8. Toxic (02:22)
9. Spit It Out (04:46)
10. Psycho (03:15)
11. Klubikuningad (02:08)
12. Polluter (03:24)
13. Vanad Tekstad Ja Kittar (04:08)
14. Sugar And Honey (03:28)
15. Club Kung Fu (D'n'B Remix) (04:27)

Na płycie można znaleźć te same utwory w dwóch językach np. "Guitar And Old Blue Jeans" - "Vanad Teksad Ja Kitarr" oraz "Purunematu" - "Sugar And Honey".

## Single
- Club Kung Fu (2003)